# 儒格紅鷹左輪手槍
儒格紅鷹（英語：Ruger Redhawk）是一款由斯特姆-儒格公司在1979年推出、直到目前仍在生產的雙／單動操作式大型左轮手枪。由高級钢製成的這款左輪手槍具有不鏽鋼表面處理。紅鷹經過加固強化處理以承受額外的膛壓，因而讓其能夠輕易承受最強大的.45柯爾特和.44雷明登麥格農裝藥，並因此使得它非常適合給手裝彈藥射手使用。此外，其弹巢本身比大多數競爭型號要長，可讓它裝填總長度較長的彈藥。這可讓它發射裝藥容量增加的彈藥、不減少裝藥量以下彈丸更重（並因而更長）的彈藥，或是兩者兼備的彈藥。定制彈藥的生產商甚至擁有專門為儒格左輪手槍生產的裝藥量的彈藥，而這些彈藥不適合膛室長度較短或是結構較弱的左輪手槍（例如史密斯威森M29左輪手槍）所使用。

## 概述
紅鷹是由儒格所生產的第一款大口徑雙動左輪手槍。它由哈利·沙弗里所設計，他之前曾在高標生產公司工作，並在該公司裡研製了高標哨兵左輪手槍。哨兵型的握把輪廓被儒格用於其“6型”系列的.357口徑雙動左輪手槍，當中包括儒格保安6型（英語：Ruger Security-Six）及其衍生型現役6型（英語：Service-Six）、快速6型（英語：Speed-Six）。這款左輪手槍在1970年到1988年間生產，與其他雙動操作式左輪手槍不同，它倆採用的是整體式底把，而非可拆卸的側板，這使它倆具有較高的強度。紅鷹於1980年推出，是保安6型的瞄准型號的升級及改進型版本，具有方形握把、可調節的瞄準具以及5.5英寸和7.5英寸長度的槍管。紅鷹有烤藍或不鏽鋼兩種版本，主要用於手槍獵人。設計用於長時間發射最重的.44雷明登麥格農裝藥量的彈藥的紅鷹，裝有在彈巢吊桿以上的新型彈巢閂，將彈巢牢固地從前後鎖定；這是在該槍以前、早在1915年時停產的史密斯威森三重鎖定左輪手槍的設計以上的一個特徵。
儒格紅鷹採用了現代螺旋式弹簧設計，而非大多數現代左輪手槍中的舊式板簧設計。紅鷹型以上亦利用單一的彈簧使擊錘與扳機聯動起來，這意味著扣動扳機所需的力度遠高於其他生產商所提供的類似產品；並由於它是單一彈簧設計當中的固有元素，因而導致無法作出調整或修正這一缺失。
紅鷹型裝有傾斜式準星，與四款不同的可互換式瞄準具鑲嵌件。照門可完全調節，採用了白色輪廓。儒格紅鷹還可裝上瞄準鏡座和瞄準鏡環。
儒格紅鷹可在其弹巢裡裝填6發子彈，而且直到目前可選裝有一根4英寸（101.6毫米）、5.5英寸（139.7毫米）或是7.5英寸（190.5毫米）的槍管。最近還新增了一根4.2英寸（106.68毫米）的槍管，以適應加拿大最短槍管長度的法規（在以後的GP100左輪手槍以上也行使了相同的法規）。該左輪手槍最初推出時只提供.44雷明登麥格農／.44 S&W特種彈的口徑。其後.41雷明登麥格農、.357 S&W馬格南／.38 S&W特種彈、.45柯爾特和.45 ACP／.45柯爾特口徑型也先後加入到其產品陣容當中。其後口徑的選擇逐漸減少，到2007年，紅鷹型再度只提供.44雷明登麥格農的口徑。然而，2008年，斯特姆-儒格再度公開發售紅鷹型的.45柯爾特口徑。
2015年6月，斯特姆-儒格宣布生產紅鷹型的可支持凸緣式.45柯爾特子彈和無緣式.45 ACP子彈的.45口徑版本。、儒格藉由對於弹巢作出的部分加工，以便使用.45 ACP的月形夾，同時仍然在弹巢以上保留足夠的凸緣以可讓頂空尺寸恰當的.45柯爾特得以裝填，藉以實現這樣的多種彈藥選擇功能。、多年來，槍匠們一直在（使用現代冶金製造）定制著.45柯爾特、.454卡蘇爾或.460 S&W馬格南膛室口徑的雙／單動操作左輪手槍的彈巢，使其除了發射該左輪手槍的原來彈種以外，還可適配著可夾上.45 ACP子彈（以及可行的其他彈種）。然而，儒格的.45 ACP／.45柯爾特紅鷹型所提供的產品是首批原廠生產，並且採用這種機器加工製成的彈巢的生產商標準左輪手槍型號之一。

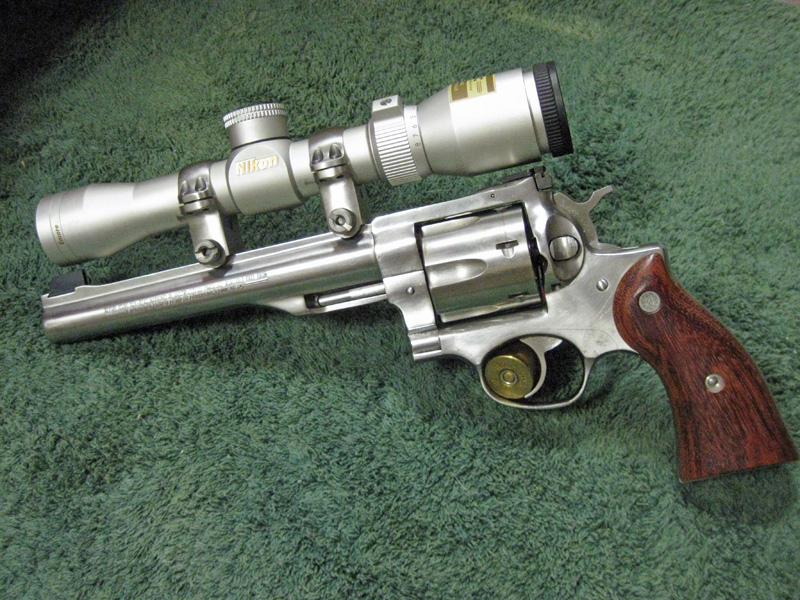
1980年代的儒格紅鷹獵人型，口徑為.44雷明登麥格農，裝上了定制式瞄準鏡。

## 成功之處
儘管儒格曾計劃放棄紅鷹型並且推出的超級紅鷹產品陣容，可（槍管螺紋潤滑劑問題得到修正以後的）紅鷹型直到今天仍然在生產。許多射手更喜歡紅鷹型的較為經典的線條，特別是那些不打算裝上瞄準鏡的射手。
冒險家雷纳夫·法恩斯爵士在為期14個月的環球遠征探險當中攜帶了一把紅鷹型，並用以來抵禦北極熊的襲擊。

## 故障
在1980年代中期，儒格開始收到紅鷹型左輪手槍故障的報告。據報告，一部份紅鷹型在槍管和底把之間的連接部斷裂。當時並不知道為什麼會發生這種事；多年來，紅鷹型在市場上一直並無收到這樣的問題報告，但儒格決定藉由將底把向弹巢面方向延伸超過2.5英寸（63.5毫米），一直到退殼頂桿的末端，以提供可使槍管穿過螺紋的大型表面，藉以解決這個斷裂問題。延長的底把還提供了足以在底把的頂部以上裝上瞄準鏡座的長度，而非就像在紅鷹型的瞄準鏡版本那樣裝在槍管以上。其後證實，紅鷹型的槍管連接部斷裂是因為在將槍管連接到底把以上時所使用的潤滑劑發生了變異；但到了那時，新型的超級紅鷹的設計已經正在進行當中，並且保留了延長的底把。

## 腳註
1. 1 2  威爾遜（2008年）pp.161-162
2. 1 2 3 4 5 6 7  塔芬，約翰（2002）“大紅色的傳說”，美國手槍手（英语：American Handgunner），2002年5月／6月
3. ↑  .   [2018-09-18]. （原始内容存档于2020-08-09）.
4. ↑  . Ruger Press Release. 2015-06-15  [2018-09-18]. （原始内容存档于2019-08-09）.
5. ↑  . American Rifleman. 2015-06-15  [2018-09-18]. （原始内容存档于2016-03-21）.
6. ↑  Johnson, Richard. . TheFirearmBlog.com. 2015-06-16  [2018-09-18]. （原始内容存档于2020-10-24）.
7. ↑  Quinn, Jeff. . Gunblast.com. 2015-06-17  [2018-09-18]. （原始内容存档于2020-09-22）. （有關儒格機器加工而成的.45 ACP／.45柯爾特口徑彈巢的圖像，請參閱Jeff Quinn的Redhawk評論中弹巢 （页面存档备份，存于）、弹巢中無月形夾以下裝填凸緣式.45柯爾特子彈 （页面存档备份，存于），和有月形夾以下裝填無緣式.45 ACP子彈 （页面存档备份，存于）的照片。）
8. ↑  參見，例如，托馬拉斯·彼得·T. . American Handgunner. 2010-12-29  [2018-09-18]. （原始内容存档于2015-06-19）.
9. ↑  出於安全考慮，不應試圖將舊式黑火藥型.45柯爾特口徑的左輪手槍修改以發射.45 ACP子彈。
10. ↑  Fiennes, Ranulph. . 美國泰勒-弗朗西斯. 1983: 416. ISBN 978-0-87795-490-3.

## 外部連接
- （英文）—History and Disassembly instructions of the Ruger Redhawk （页面存档备份，存于）
- （英文）—Ruger Four-Inch .44 Magnum Stainless Redhawk （页面存档备份，存于）
- （英文）—Manual